# 斯塔雷梅斯托
斯塔雷梅斯托（捷克語：Staré Město，直译：「老城」，捷克語發音：[ˈstarɛː ˈmɲɛsto]）是捷克茲林州的城鎮，位於該國東南部摩拉瓦河右岸，距離烏赫爾堡1公里，面積20.83平方公里，海拔高度205米，2006年人口6,853。

## 友好城市
- 法國 塞镇

## 外部連結
- Municipal website (in Czech) （页面存档备份，存于）